# William Nelson Rector Beall
William Nelson Rector Beall (20 mars 1825 – 25 juillet 1883) est un brigadier général dans l'armée des États confédérés pendant la guerre de Sécession. Il est plus connu pour ses efforts d'approvisionnement en faveur des prisonniers de guerre confédérés.

## Avant la guerre
William N. R. Beall naît à Bardstown, au Kentucky le 20 mars 1825. Ses parents déménagent au Kentucky à Little Rock, en Arkansas où Beall est élevé.
Après avoir obtenu son diplôme, trentième de sa promotion de l'académie militaire de West Point en 1848, Beall est nommé dans l'armée des États-Unis comme second lieutenant breveté dans le 4th U.S. Infantry. Il sert d'abord sur la frontière du nord-ouest. En 1849, il est promu second lieutenant et est affecté au 5th U.S. Infantry, jusqu'en 1855 dans le territoire Indien et le Texas. Il est promu premier lieutenant , puis peu de temps après capitaine dans le 1st U.S. Cavalry. Beall est impliqué dans plusieurs escarmouches, combats, et expéditions contre les tribus Indiennes de l'Ouest, principalement dans le Kansas. En 1860, il participe à un raid contre les Kiowas et les Comanches.

## Guerre de Sécession
Lors du déclenchement de la guerre de Sécession en 1861, Beall démissionne de sa commission et est nommé capitaine de cavalerie dans l'armée Confédérée. Beall sert dans le département du trans-Mississippi, sous les ordres du général Earl Van Dorn au début de la guerre et est nommé brigadier général au printemps de 1862. Beall est placé au commandement des forces de cavalerie confédérée à Corinth, Mississippi. Beall commande ensuite une brigade de troupes de l'Arkansas, du Mississippi, de l'Alabama et de la Louisiane. Au siège de Port Hudson, les forces confédérées se rendent le 9 juillet 1863, et Beall est fait prisonnier de guerre. Il est incarcéré sur l'île Johnson sur le lac Érié, près de Sandusky, dans l'Ohio.
En 1864, Beall est nommé comme agent confédéré dans le but de ravitailler les prisonniers de guerre  confédérés et libéré sur parole dans ce but. Il fonde un bureau à New York et vend le coton autorisé par le blocus de l'Union des ports du sud. Le produit de ces ventes sont utilisées pour acheter des vêtements et des couvertures pour les prisonniers confédérés dans les camps de prisonniers du nord. Le 3 janvier 1865, le général de l'Union Henry Halleck écrit au général Ulysse Grant concernant Beall : 

« En commençant cette lettre, j'apprends que le comportement du général Beall à New York est si flagrant et offensant que le Secrétaire de la Guerre a ordonné son enseigne soit retirée. Le général Paine a reçu également l'ordre de suspendre sa libération conditionnelle et l'emmener en garde à vue jusqu'à l'arrivée du coton. Le choix du général Beall a été regrettable, car il semble disposé à faire tout le mal qu'il peut. Sa libération conditionnelle sera renouvelée au moment où le coton atteindra New York. »

Le secrétaire de la Guerre, Edwin M. Stanton suspend la libération conditionnelle de Beall et l'enferme au fort Lafayette dans le port de New York en tant que prisonnier de guerre jusqu'à ce que l'arrivée du coton en toute sécurité en provenance de Mobile, en Alabama. Il est finalement libéré le 2 août 1865. Après la guerre, il s'installe à St. Louis, dans le Missouri et devient marchand général.

## Dates de promotion
- Capitaine, 1er septembre 1861
- Brigadier général, 11 avril 1862

## Après guerre
Beall décède le 25 juillet 1883, à McMinnville, au Tennessee. Il est enterré dans le cimetière du Mount Olivet à Nashville.